# Jaushua Sotirio
Jaushua James Elie Sotirio (Sydney, 11 ottobre 1995) è un calciatore australiano naturalizzato francese, attaccante del Sydney FC e della nazionale neocaledone.

## Biografia
Sotirio ha la doppia cittadinanza (francese e australiana); entrambi i suoi genitori sono originari della Nuova Caledonia.

## Carriera

### Club
Jaushua Sotirio debutta in A-League il 14 dicembre 2013 contro il Newcastle Jets.
Il 15 novembre 2014 fa la sua prima apparizione da titolare e segna la prima rete da professionista nella sconfitta contro il Perth Glory FC per 2-1. Il 16 maggio 2023 firma un accordo biennale col Kerala Blasters, squadra indiana militante nella Indian Super League. Senza mai scendere in campo, a causa di un infortunio, il 5 gennaio 2025 rescinde di comune accordo con la società il suo contratto.

### Nazionale
Ha partecipato alla Coppa d'Asia Under-23 2016.
A marzo 2025 viene convocato dal CT Johann Sidaner nella nazionale neocaledone per la partita di qualificazione alla Coppa del Mondo FIFA in Oceania contro Tahiti e per il turno successivo contro la Nuova Zelanda, restando in panchina in entrambe le sfide.

## Palmarès

### Competizioni internazionali
- AFC Champions League: 1

Western Sydney Wanderers: 2014